# Санта-Мария-ди-Лорето
Церковь Санта-Мария-ди-Лорето, или Церковь Святой Девы Марии Лоретанской (итал. La chiesa di Santa Maria di Loreto) — католическая церковь в историческом центре Рима, в рионе (районе) Треви, расположена напротив Форума Траяна и колонны Траяна, и симметрично относительно похожей по архитектуре церкви «Сантиссимо Номе ди Мария аль Форо Траяно» (церкви Пресвятого Имени Марии у форума Траяна). Церкви-близнецы создают выразительный ансамбль в центральной части города.
Церковь Санта-Мария-ди-Лорето — одна из двух церквей в Риме, посвящённых Святой Деве Марии Лоретанской. Другая церковь — Сан-Сальваторе-ин-Лауро.

## История
Церковь построена над старой молельней начала XV века, в которой находилась чтимая икона Святой Девы Марии Лоретанской; церковь сохранила икону и получила её название.
После юбилейного 1500 года Католической церкви ассоциация пекарей (Congregazione dei Fornari) получила разрешение папы Александра VI на строительство новой церкви на этом месте. Строительство началось в 1507 году при участии Донато Браманте архитектором Андреа Сансуини и завершено Антонио да Сангалло младшим. Проект предусматривал квадратный в плане первый этаж и восьмиугольный второй ярус, построенный из травертина и кирпича. Это была одна из первых купольных квадратных церквей, построенных по нормам «римского классицизма».
Купол и фонарь были закончены много лет спустя архитектором Якопо (Джакомо) дель Дука из Сицилии, учеником Микеланджело, в 1577 году. Над окулюсом барабана, соответствующим главному входу, в картуше указана дата: MDXCIII (1593), указывающая на завершение работ. В XIX веке здание было отреставрировано Лукой Каримини и дополнено домом священника Джузеппе Саккони, архитектором Витториано (1867—1873).

## Архитектура
Первый квадратный этаж постройки оформлен парными пилястрами композитного ордера из светлого травертина, которые выделяются на фоне кирпичных стен, и симметричными порталами с архивольтами и фронтонами. Историки архитектуры видят сходство ордерной разработки фасада церкви с другой постройкой Сангалло Младшего — Палаццо Бальдассини.
Низкий восьмигранный барабан завершается массивным куполом с люкарнами и причудливым фонарём с «висячими» контрфорсами с колонками, увенчанными каменными факелами. Этот фонарь Ф. Милициа назвал «клеткой для сверчков».
На главном фасаде в тимпане фронтона изображена Мадонна с Младенцем работы скульптора школы Андреа Сансовино, образы ангелов на боковых дверях созданы Якопо дель Дука.

## Интерьер
Интерьер церкви соответственно плану имеет восьмиугольную форму с четырьмя капеллами по сторонам. Главный алтарь расположен на оси главного входа. Купол церкви расписал известный живописец Кристофоро Ронкалли (Иль Помаранчо).
Внутри церкви находится статуя Святой Сусанны (1629), одна из главных работ Франсуа Дюкенуа, известного как «Иль Фьямминго» (Фламандец) — одна из четырёх скульптур, изображающих девственниц-мучениц, выполненных разными скульпторами для этой церкви.
На правом хоре находится орган, начатый в 1870 году Матиасом Шейбле и завершённый между 1871 и 1873 годами Пьетро Пантанеллой. Он заключён в роскошный деревянный футляр, в центре которого изображён Святой дом Девы Марии в Лорето. Орган сохранил свои первоначальные звуковые характеристики. Инструмент полностью механический и имеет 18 регистров на двух мануалах и педали.
- Вид от Форума Траяна. Слева церковь Санта-Мария-ди-Лорето, справа – церковь Сантиссимо Номе ди Мария аль Форо Траяно. Фотография 1908 г.
- Современный вид. Фотография 2017 г.
- Купол церкви
- Вид купола изнутри
- Интерьер
- Главный алтарь
- Ф. Дюкенуа. Статуя Святой Сусанны. 1629
- Орган церкви